# Копейкин, Антон Геннадьевич
Антон Геннадьевич Копейкин (6 июня 1977 — 22 июня 2020) — подполковник, сотрудник Управления «В» («Вымпел») Центра специального назначения Федеральной службы безопасности Российской Федерации, погиб при исполнении служебных обязанностей. Посмертно удостоен звания Героя Российской Федерации.

## Биография
Антон Геннадьевич Копейкин родился 6 июня 1977 года в городе Белгороде. В 1992 году окончил гимназию № 1 в родном городе. Во время учёбы активно занимался спортом. Учился в Белгородском педагогическом колледже, окончил Белгородский юридический институт МВД России имени И. Д. Путилина. В 2000—2001 годах проходил службу в составе специального отряда быстрого реагирования УВД Белгородской области, затем перешёл на службу в Управление «В» Центра специального назначения Федеральной Службы Безопасности. Служил снайпером в 7-м отделе группы «Вымпел».
Принимал участие в контртеррористической операции на Северном Кавказе в ходе Второй чеченской войны и в операции российских Вооружённых Сил в Сирийской Арабской Республике. Погиб при исполнении служебных обязанностей 22 июня 2020 года.
Похоронен на Николо-Архангельском кладбище Москвы.
Закрытым Указом Президента Российской Федерации в 2020 году за мужество и героизм, проявленные при исполнении воинского долга подполковник Антон Геннадьевич Копейкин посмертно был удостоен звания Героя Российской Федерации. Также был награждён двумя орденами Мужества, медалью «За отвагу» и другими медалями.

## Память
- Имя Копейкина носит Центр тактико-специальной подготовки казачьей молодёжи «Пластун» в посёлке Репное Белгородского района Белгородской области.
- На территории Центра «Пластун» установлен памятный знак.
- В память о Копейкине проводится Московский городской турнир по боксу среди юношей и юниоров и Белгородский открытый турнир по лёгкой атлетике среди юношей и девушек.
- В настоящее время рассматривается вопрос об установке бюста и присвоении имени Копейкина белгородской гимназии, в которой он учился.
- В 2021 году в Белгороде в «Белгород-Арене» при поддержке благотворительного фонда содействия здоровому образу жизни «Айсберг» открыли зал бокса памяти Антона Копейкина[1].
- В 2023 году при поддержке благотворительного фонда «Айсберг» на аллее Героев в парке Победы в Белгороде установлен бюст Героя Российской Федерации Копейкина А. Г.[2]